# Anodonthyla
Genre
Anodonthyla est un genre d'amphibiens de la famille des Microhylidae.

## Répartition

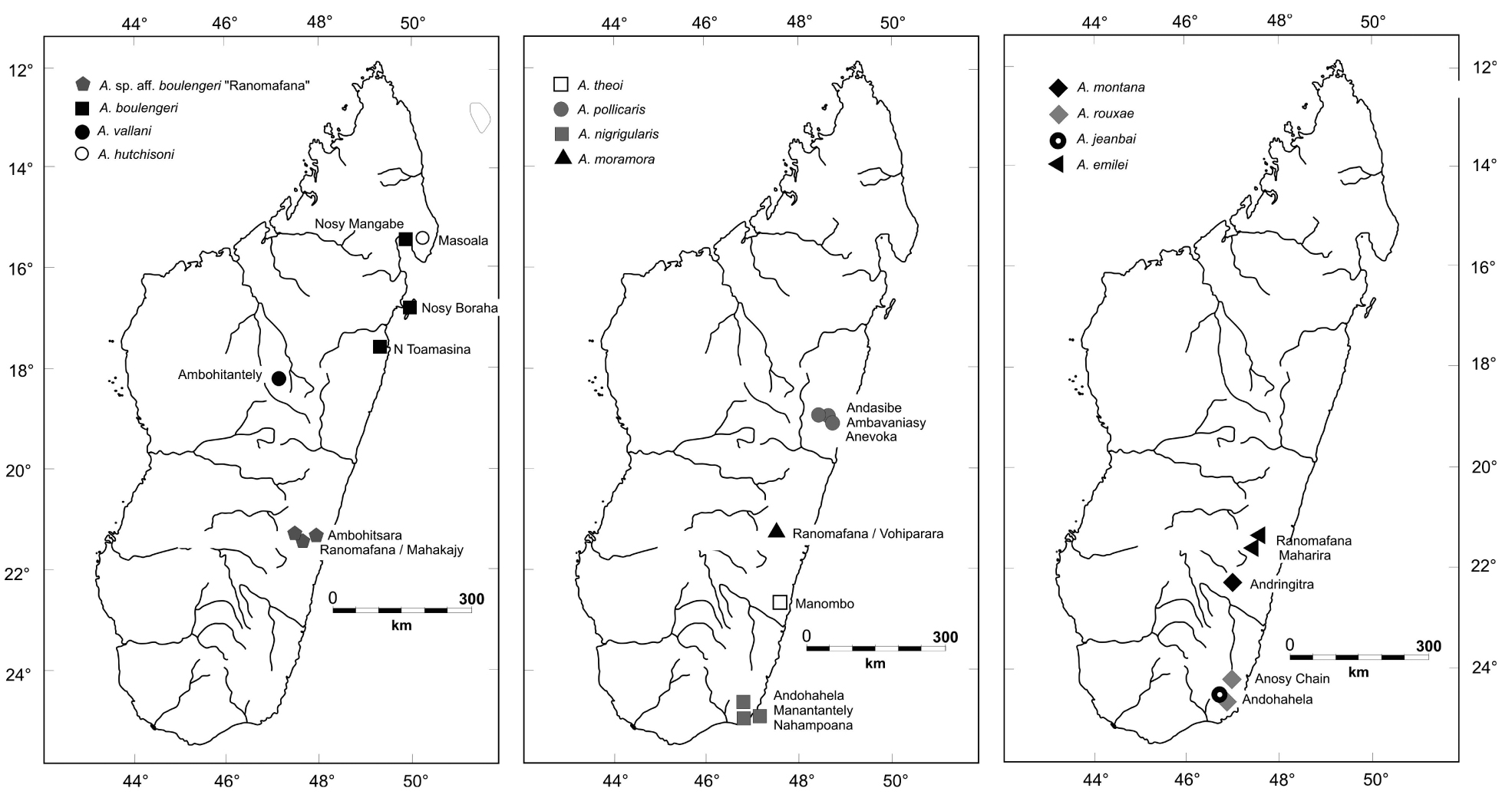
Localisation des différentes espèces du genre Anodonthyla.

Ce genre regroupe onze espèces endémiques de Madagascar.

## Description

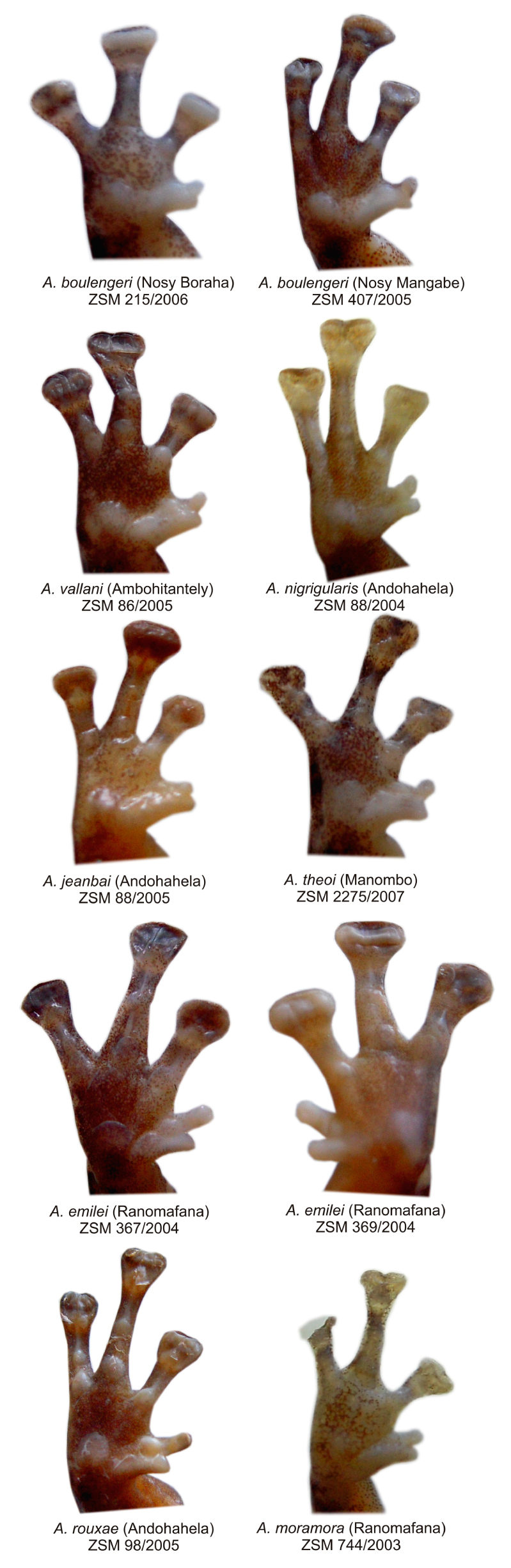
Vue de pattes de mâles de différentes espèces du genre Anodonthyla montrant le doigt supplémentaire rudimentaire, sa taille et son degré de séparation avec le premier doigt. L'échelle n'est pas respectée entre les différentes pattes.

L'une des caractéristiques principales de ce genre est la présence, chez les mâles, d'un doigt supplémentaire rudimentaire.

## Liste des espèces
Selon Amphibian Species of the World (30 mars 2020) :
- Anodonthyla boulengerii Müller, 1892
- Anodonthyla emilei Vences, Glaw, Köhler & Wollenberg, 2010
- Anodonthyla eximia Scherz, Hutter, Rakotoarison, Riemann, Rödel, Ndriantsoa, Glos, Roberts, Crottini, Vences, and Glaw, 2019
- Anodonthyla hutchisoni Fenolio, Walvoord, Stout, Randrianirina & Andreone, 2007
- Anodonthyla jeanbai Vences, Glaw, Köhler & Wollenberg, 2010
- Anodonthyla montana Angel, 1925
- Anodonthyla moramora Glaw & Vences, 2005
- Anodonthyla nigrigularis Glaw & Vences, 1992
- Anodonthyla pollicaris (Boettger, 1913)
- Anodonthyla rouxae Guibé, 1974
- Anodonthyla theoi Vences, Glaw, Köhler & Wollenberg, 2010
- Anodonthyla vallani Vences, Glaw, Köhler & Wollenberg, 2010

## Publication originale
- Müller, 1892 : Seibenter nachtrag zum Katalog der herpetologischen Sammlung des Basler Museums. Verhandlungen der Naturforschenden Gesellschaft in Basel, vol. 10, p. 195-215 (texte intégral).